# 天鶴座φ
天鶴座φ，又名CD-4115211，HD 219693、SAO 231539、HR 8859，是天鶴座的一颗恒星，视星等为5.53，位于銀經351.44，銀緯-66.43，其B1900.0坐标为赤經23h 12m 38.8s，赤緯-41° -66.43′ 3″。